# Szíj Kamilla
Szíj Kamilla (Budapest, 1957. július 8. –) magyar grafikusművész.

## Életpályája
1975–1977 között a Kirakatrendező és Dekoratőr Szakmunkásképző Iskola tanulója volt. 1984–1989 között az offenbach-i Hochschule für Gestaltung hallgatója volt vizuális kommunikáció szakon; tanára: Klaus Staudt volt. 1987-ben fél évig Frankfurt am Main-ben volt tanulmányúton. 1990-től kiállító művész. 1991-től a Fiatal Művészek Stúdiója és a Magyar Alkotóművészek Országos Egyesülete tagja. 1996-tól a Magyar Grafikusművészek Szövetsége tagja. 1997-től a Rézkarcolók Egyesülete tagja. 1998–2005 között a Makói Grafikai Alkotótelep vezetője volt Roskó Gáborral együtt. 2011–2015 között a Magyar Képzőművészeti Egyetem Doktori Iskolájában tanult. 2017-ben DLA fokozatot szerzett a Magyar Képzőművészeti Egyetemen.

### Munkássága
Az 1990-es évek elején kialakult a hazai képzőművészetben, így a grafikában is egyfajta posztkonceptuális, posztminimal kifejezésmód egyik jellegzetes képviselője. Grafikai lapokból készített installációkat. Sorozataival a nem belátható kezdetektől, a valamiből valahová haladás érzetét keltette, de nem sugallt fejlődés-képzetet. Mindig ugyanazt járta körbe, vizsgálta, elemezte. Lapjai nyilvánvalóan egymás folytatásai, mintegy hosszú sorból kiragadt részek, amelyek minden irányban folytatódnak. Részletei nemcsak mechanikus értelmében részei valaminek, de analitikusabb megközelítésben is. Látszólag egyre kisebb elemeket vett szemügyre, de leképezése nem aprólékos, hanem az a struktúrák egymásra rétegzéséből értelmeződik. Technikai értelemben sem szokványos grafikákat állított elő. Lapjai – bár sablont készített – mégsem egyszerű lenyomatok, hanem egyesével, tűvel karcolt, papírba rajzolt vésetek, ahol az egyre absztraktabbá vált képelemeit (létra, lépcső, vulkán) zsúfolta, halmozta egymásra alig láthatóan. Csak egy-egy sávban tett – fekete festékkel – jól láthatóvá részeket, mintha a formák világát az árnyék manifesztálná.

## Kiállításai
| - 1990, 1992, 1994-1996, 1998, 2000-2001, 2003, 2007-2008, 2010-2013, 2015-2016, 2018, 2021-2022 Budapest - 1998 Szentendre - 1999 Frankfurt - 2002, 2018, 2021 Bécs - 2004 Székesfehérvár, Pécs - 2006 Antwerpen - 2008 Miskolc, Győr - 2009 Tallinn - 2012 Paks - 2014 Miskolc - 2015 Pécs, Sepsiszentgyörgy - 2017 Dunaújváros | - 1991-1995, 1997, 2000-2022 Budapest - 1992, 2006 München - 1993, 1999, 2001-2002, 2004-2005, 2007, 2009 Győr - 1995 Vác, Hamburg - 1997 Szombathely, Berlin, Brünn - 1998 Szombathely, Miskolc, Salgótarján - 2001 Veszprém - 2002 Dunaújváros, Makó, Szolnok - 2004 Miskolc, Salgótarján - 2005 Berlin - 2007 Miskolc, Szombathely - 2008 Kaposvár - 2009 Szombathely - 2010 Regensburg, Szeged - 2011, 2014 Miskolc - 2012 Sepsiszentgyörgy, Nagyvárad, Szentendre, Szeged - 2013 Kecskemét, Dunaszerdahely - 2014 Debrecen, Bécs, Pécs - 2015 Bonn, Ulm, Bécs - 2016, 2018 Bécs - 2017 Szentendre, Regensburg, Székesfehérvár, Kassa - 2018 Pozsony, Szeged - 2019 Szentendre, Debrecen - 2020 Pécs - 2022 Balatonfüred |

## Díjai
- Derkovits Gyula képzőművészeti ösztöndíj (1991-1994)
- Fiatal Művészek Stúdiója éves kiállítása, a Művelődésügyi Miniszter (MM) díja (1991)
- Fővárosi Önkormányzat ösztöndíja (1994)
- Fiatal Művészek Stúdiója éves kiállítása, Eötvös Alapítvány díja (1995)
- Makó város ösztöndíja (1996)
- az Eötvös Alapítvány ösztöndíja (USA, 1997)
- Országos Hidegtű Kiállítás, a Művelődésügyi Miniszter (MM) díja (1997)
- Kondor Béla-emlékérem (1998)
- Hungart-ösztöndíj (1999)
- Miskolci Galéria díja (2000)
- MAOE díja (2001)
- Munkácsy Mihály-díj (2004)
- Év Grafikája Díj (2007)
- Győri Művésztelep díjazottja (2007)